# IC 4061
IC 4061 ist ein interagierendes Galaxienpaar im Sternbild Jagdhunde am Nordsternhimmel.
Das Objekt wurde am 21. März 1903 von dem deutschen Astronomen Max Wolf entdeckt.